# Stazione di Carate-Calò
Stazione di Carate-Calò vasútállomás Olaszországban, Lombardia régióban, Carate Brianza településen.

## Vasútvonalak
Az állomást az alábbi vasútvonalak érintik:
- Monza–Molteno–Lecco-vasútvonal

## Kapcsolódó állomások
A vasútállomáshoz az alábbi állomások vannak a legközelebb:
- Stazione di Triuggio-Ponte Albiate
- Stazione di Villa Raverio